# Neurochyta
Neurochyta is een geslacht van vlinders van de familie spinners (Lasiocampidae).

## Soorten
- N. agrapta (Turner, 1936)
- N. edna (Swinhoe, 1902)